# Вадим Красноселски
Вадим Николајевич Красноселски (рус. Вади́м Никола́евич Красносе́льский; Даурија, 14. април 1970) актуелни је председник међународно непризнате Придњестровске Молдавске Републике, познатије као Придњестровље, од 16. децембра 2016. године. Раније је обављао функцију председника Врховног савета и министра унутрашњих послова.
Има чин генерал-мајора. Држављанин је Придњестровља, Русије и Украјине.